# 完備距離空間
位相空間論あるいは解析学において、距離空間 M が完備（かんび、英: complete）またはコーシー空間（コーシーくうかん、英: Cauchy space）であるとは、M 内の任意のコーシー点列が M に属する極限を持つ（任意のコーシー点列が収束する）ことを言う。
直観的に言えば、空間が完備であるというのは（その内側や境界において）点を追いかけると「空間からはみ出してしまう」ということが起きないということである。例えば、有理数全体の成す集合 ℚ は完備でないが、これは例えば2 の正の平方根は、それに収束する有理コーシー数列が構成できるにも拘らず、有理数ではないので ℚ からははみ出してしまう（後述）。「こういった抜けを全て埋めてしまう」という考えは後述するように、空間の完備化 (completion) として常に可能である。

## 例
有理数全体の成す集合に差の絶対値によって定義される標準距離函数を備えた空間 ℚ は完備でない。例えば
{\displaystyle x_{1}=1,\quad x_{n+1}={\frac {x_{n}}{2}}+{\frac {1}{x_{n}}}}
で定義される列を考えると、これは有理コーシー数列だが如何なる有理数にも収束しない。実際、これが何らかの有理数 x に収束するならば、x は x2 = 2 を満たさねばならないが、これを満たす有理数は存在しない。しかしながら、同じ列を実数列と考えるならば無理数である √2 を極限に持つ。
同様に単位開区間 (0, 1) に絶対値による距離を入れた空間は、やはり完備でない。例えば xn ≔ 1/n で定義される数列はコーシー数列だが極限は元の空間に入らない。一方、単位閉区間 [0, 1] は完備である。先ほどと同じ列はこの空間内に極限を持ち、0 に収束する。
実数全体の成す空間 ℝ や複素数全体の成す空間 ℂ（ともに絶対値による距離を入れる）は完備であり、同様にユークリッド座標空間 ℝn も通常の距離函数に関して完備である。これと対照的に、無限次元ノルム線型空間は完備になることもならないことも起こり得る（完備な場合をバナハ空間と呼ぶ）。有界閉区間上で定義された実数値連続函数の空間 C[a, b] は上限ノルムに関してバナハ空間、つまり完備距離空間になる。しかし上限ノルムは、有界開区間上の連続関数の空間 C(a, b) では（非有界関数が含まれるために）ノルムにならない。代わりに、コンパクト収束の位相を考えると空間 C(a, b) にはフレシェ空間の構造を与えることができる。これは、完備で平行移動不変な距離関数によってその位相が誘導されるような局所凸位相線型空間である。
任意の素数 p に対して、p-進数全体の成す空間 ℚp は完備である。この空間は有理数の空間 ℚ を p-進距離で完備化したものである（同様の仕方で、ℚ を通常の距離で完備化したものは実数の空間 ℝ になる）。
任意の集合 S に対して S 内の点列全体の成す集合 Sℕ は、点列 (xn) と (yn) との間の距離を、xN と yN とが相異なるような最小の添字を N（そのような添え字が無い場合は N = 0）として、1/N と定めれば完備距離空間になる。この空間は離散空間 S の可算個のコピーの積位相空間に同相である。

## 幾つかの定理について
- 距離空間 X が完備となる必要十分条件は、X の空でない閉部分集合からなり、差し渡しの長さが 0 に収束するような任意の減少列が、必ず空でない交わりを持つことである。式で書けば、Fn を空でない閉集合とし、各 n について Fn+1 ⊂ Fn かつ diam(Fn) → 0 を満たすならば、適当な点 x ∈ X が存在して、x は全ての Fn に属する。
- 任意のコンパクト距離空間は完備であるが、逆は必ずしも成立しない（完備距離空間はコンパクトであるとは限らない）。実は、距離空間がコンパクトとなることと、完備かつ全有界となることとは同値である。これは、ℝn の任意の有界閉集合がコンパクト、従って完備であることを述べるハイネ・ボレルの被覆定理の一般化である[1]。
- 完備距離空間の閉部分空間はまた完備である[2]。逆に、距離空間の完備部分集合は必ず閉である[3]。
- 集合 X と完備距離空間 M に対し、X から M への有界関数全体の成す集合 B(X, M) は完備距離空間である。ただし B(X, M) における距離は M における距離から上限ノルムを用いて {\displaystyle d(f,g)\equiv \sup\{d(f(x),g(x)):x\in X\}} と定義する。X が位相空間でもあるとき、X から M への有界連続写像全体の成す集合 Cb(X, M) は B(X, M) の閉部分空間であり、従ってこれも完備距離空間になる。
- ベールの範疇定理によれば任意の完備距離空間はベール空間である。つまり、この空間の可算個の疎 (nowhere dense) な部分集合の合併は空な内部を持つ。
- バナハの不動点定理は、完備距離空間上の縮小写像が不動点を持つことを述べる。この不動点定理は、バナハ空間のような完備距離空間上の逆写像定理の証明に良く用いられる。
- 距離空間の拡大定数（英語版）とは、閉球体族 {\textstyle \{{\overline {B}}(x_{\alpha },\,r_{\alpha })\}} がどの二つも交わりを持つ限りにおいて、交わり {\textstyle \bigcap _{\alpha }{\overline {B}}(x_{\alpha },\mu r_{\alpha })} が空とならないような定数 μ すべての下限として与えられる。距離空間が完備となる必要十分条件は、その拡大定数が ≤ 2 となることである[4]。

## 完備化
任意の距離空間 M に対して、M を稠密部分空間として含む完備距離空間 M′（あるいは M とも書く）を構成することができる。この完備距離空間は、
完備化の普遍性
「任意の完備距離空間 N と M から N への一様連続写像が与えられたとき、M′ から N への一様連続写像 f′ で f の延長となるものが一意に存在する」
という普遍性を持つ。空間 M′ は等距変換の違いを除いて、この普遍性によって決まり、M の完備化と呼ばれる。
M の完備化は M 内のコーシー列のある同値類集合として構成することができる。まず M 内の任意の二つのコーシー列 (xn)n と (yn)n に対して、それらの間の距離を
{\displaystyle d(x,y)=\lim _{n}d(x_{n},y_{n})}
で定める（この極限は、実数直線が完備であることから存在する）。これは実は擬距離であって距離関数ではない（二つの相異なるコーシー列の間の距離が 0 となることがあり得る）が、「距離が 0 である」というのはコーシー列全体の成す集合上の同値関係で、これで割って得られる同値類集合は距離空間となり、これが M の完備化を与える。もともとの空間 M は各元 x に対して、x に収束するコーシー列の同値類（これはつまり各項が常に x を値に取る定値列を含む同値類である）と x とを同一視することにより、完備化へ埋め込まれる。この埋め込みが所期の通り稠密部分空間の上への等距変換を定める。ただし注意すべき点として、今示した構成法は実数の完備性を明示的に用いているので、有理数の集合 ℚ の完備化については少し異なる扱いが必要になる。
実数全体の成す集合を、有理数全体の成す集合の通常の絶対値で測った距離に関する完備化として得る、カントールによる実数の構成法は、上記の構成法と同様だが、実数の構成において実数自身の完備性を用いることは論理的に許されないという問題に慎重に取り組まねばならない。そうは言っても、上記と同じくコーシー列の同値類を定義して、その同値類全体の成す集合が有理数の全体を部分体として含む体を成すことを示すのは容易である。この新しい体は完備であり、自然な全順序を備え、同型を除いて唯一の完備全順序体となる。こうして実数全体の成す体が「定義」される（より詳しくは実数の構成法の項も参照のこと）。こうして作った実数と普段見慣れた実数とが同一視できるということを実感する一つの方法は、その実数を極限として与える「はず」の有理コーシー数列の同値類を同定することである。例えば実数の十進小数展開を途中で打ち切ることによりコーシー列を得ることは、対応する同値類に属するコーシー列を一つ選ぶことに相当する。
素数 p に対する p-進数は、上記とは異なる距離関数に関して有理数の集合を完備化することによって生じる。
先の完備化の構成法をノルム線型空間に施せばもとの空間を稠密部分空間として含むバナハ空間が得られ、内積空間に施せば元の空間を稠密部分空間として含むヒルベルト空間が得られる。

## 位相的完備空間
距離空間の完備性は、完備な距離空間が完備でない距離空間に同相となり得るという意味で、距離的性質だが位相的性質ではないことに注意すべきである。これは点列のコーシー性が位相的性質でないことによる（収束性はもちろん位相的性質である）。例えば、実数直線（これは完備）ℝ1 に同相な開区間 (0, 1) は完備でない。
位相空間論においては、位相空間に対して完備距離関数が誘導する位相がもともとの位相と一致するように取れるとき、その位相空間は完備距離化可能空間と呼ぶ。完備距離化可能空間は、何らかの完備距離空間の開部分集合の可算個の交わりとして書くことのできる空間として特徴づけることができる。ベールの範疇定理の帰結は純位相的だから、これらの空間に対しても同様に定理が適用できる。
完備距離化可能空間はしばしば「位相的完備」(topologically complete) であると言われるが、位相的完備という言葉自体はもう少し広い意味合いで用いられる。実際、より広い位相空間のクラスである完備一様化可能空間に対して位相的完備という言葉を用いる文献もある。
可分な完備距離空間に同相な位相空間はポーランド空間と呼ばれる。

## 変形版と一般化
一般の位相群に対してもコーシー列は定義できるから、距離構造や完備性の定義および空間の完備化の構成法も、群構造を使ったもので置き換えた変形版を考えることができる。これがよくみられる場面は位相線型空間の文脈だが、必要なのは連続な「減法」の存在のみである。この設定において、二点 x, y の間の距離は必ずしも距離関数 d を通じて実数 ε との比較 d(x, y) < ε で評価される必要は無く、0 の開近傍 N に対して差を通じて x − y ∈ N かどうかが評価できればよい。
これらの定義のよくある一般化は一様空間の文脈において見られ、そこでは互いの間の特定の「距離」というものはもはや考えることなく、近縁 (entourage) は点の対全体の成す集合になる。
また完備性の定義においてコーシー「列」としていたところをコーシー「ネット」やコーシー「フィルター」で置き換えてやることもできる。つまり、空間 X 内の任意のコーシーネット（コーシーフィルター）が極限を持つとき、X は完備であるというのである。あるいはさらに、完備距離空間の完備化を考えるのと同様に、任意の一様空間に対する完備化を構成することもできる。コーシーネットを考えることができる最も一般な状況がコーシー空間であり、そこでも一様空間同様に完備性や完備化を定義することができる。